# ゼニス羽田ホールディングス
ゼニス羽田ホールディングス株式会社（英:HANEDA ZENITH HOLDINGS Co.,Ltd.)は、かつて存在した東京都千代田区に本社を置く持株会社。2019年4月1日付で子会社のゼニス羽田株式会社に吸収合併され解散した。ゼニス羽田株式会社は、コンクリート製品の製造・販売・施工などを行っている。

## 事業

### コンクリート等製品事業
- マンホール、ヒューム管、ボックスカルバート等のコンクリート製品の製造・販売
- 落石防護柵等の防災製品の製造・販売

### セラミック事業
- 電子部品、半導体装置部品、摺動部品等のニューセラミック製品の製造・販売

### 工事事業
- コンクリート製品・防災製品の据付工事

### その他
- 機器レンタル、RFIDの販売、不動産の賃貸

## 沿革

### 株式会社ハネックス
- 1941年 - 東京都多摩郡日野町に羽田ヒューム管株式会社を設立。
- 1961年 - 東京証券取引所市場第2部へ上場。
- 1988年 - 株式会社ウイセラ（旧ウイング・ハイセラ）を買収し子会社化。
- 1992年 - 株式会社ハネックス・ロード（旧エポ）を買収し子会社化。
- 2001年 - 社名を株式会社ハネックスに変更。
- 2006年 - 北関コンクリート工業株式会社を買収し子会社化。

### 日本ゼニスパイプ株式会社
- 1935年 - 神戸市苅藻島町に日本ゼニスパイプ株式会社を設立。
- 2004年 - ジャスダック証券取引所に株式を上場。

### 羽田コンクリート工業株式会社
- 1924年 - 仙波虎五郎の個人経営で創業。
- 1934年 - 株式会社羽田コンクリート工業所に改組。
- 1935年 - 羽田コンクリート工業株式会社に改称。

### ゼニス羽田ホールディングス株式会社
- 2011年 - ハネックスと日本ゼニスパイプが経営統合し、持株会社「ゼニス羽田株式会社」設立。
- 2012年 - 羽田コンクリート工業株式会社が参画し、ハネックス、日本ゼニスパイプと並び当社100%子会社となる。
- 2014年
  - 4月1日 - 100％子会社のハネックス、日本ゼニスパイプ及び羽田コンクリート工業の3社が合併。商号をゼニス羽田株式会社とする。
  - 7月1日 - 商号をゼニス羽田ホールディングス株式会社に変更。
- 2018年
  - 2月9日 - 北陸地盤の同業、ホクコン（福井市）と経営統合で基本合意[2]。
  - 5月15日 - ホクコンとの間で、2018年10月1日付で経営統合を行う契約を締結[3]。
  - 9月26日 - 東京証券取引所第二部上場廃止。
  - 10月1日 - ホクコンと経営統合。共同株式移転により株式会社ベルテクスコーポレーションを設立。同時に両社はベルテクスコーポレーションの完全子会社となるとともに、ベルテクスコーポレーションがゼニス羽田ホールディングスに代わり、東京証券取引所第二部へ上場。
- 2019年4月1日 - 子会社のゼニス羽田株式会社に吸収合併され、解散[1]。

## グループ会社

### 連結子会社
- ゼニス羽田株式会社
- 株式会社ウイセラ
- 北関コンクリート工業株式会社
- ゼニス建設株式会社
- 株式会社ハネックス・ロード
- ゼニス羽田テクノ株式会社
- 東北羽田コンクリート株式会社

### 持分法適用会社
- 株式会社エヌエクス
- 大東ハネダ株式会社